# Scotts Bluff County
Scotts Bluff County är ett administrativt område i delstaten Nebraska, USA, med 36 970 invånare. Den administrativa huvudorten (county seat) är Gering och den största staden är Scottsbluff. Städerna ligger nära varandra på södra respektive norra sidan av North Platte River, som rinner åt sydost genom countyt.
Scotts Bluff nationalmonument ligger här och har givit namn åt countyt.
Countyt har registreringsskyltnummer som börjar på 21 i Nebraskas bilregister.

## Geografi
Enligt United States Census Bureau har countyt en total area på 1 931 km². 1 915 km² av den arean är land och 16 km² är vatten.

### Angränsande countyn
- Sioux County - norr
- Box Butte County - nordost
- Morrill County - öst
- Banner County - söder
- Goshen County, Wyoming - väst

## Orter

### Städer (Cities)
Större orter med kommunalt självstyre.
- Gering (huvudort)
- Minatare
- Mitchell
- Scottsbluff

### Byar (Villages)
Orter med 100-800 invånare och begränsat kommunalt självstyre.
- Henry
- Lyman
- McGrew
- Melbeta
- Morrill
- Terrytown

### Mindre orter
Orter som saknar kommunalt självstyre och administreras som del av ett township (landsortskommun).
- Bradley
- Haig